# Kirill Razoumovski
 (septembre 2020).
Pour les articles homonymes, voir Razoumovski.
Le comte Kirill Grigorievitch Razoumovski (en russe : Кирилл Григорьевич Разумовский ; en ukrainien : Кирило Григорович Розумовський, soit Kyrylo Hryhorovych Rozumovsky), né le 18 mars 1728 et mort le 9 janvier 1803, est un aristocrate russe d'origine ukrainienne (appelée à l'époque Petite Russie) qui joua un grand rôle sous les règnes d'Élisabeth Ire de Russie et de la Grande Catherine. Entre 1750 et 1764, il a été le dernier hetman cosaque. On lui doit la construction de nombreux bâtiments baroques à Batourine, où il projetait également de bâtir une université. Il est le père du diplomate Andreï Razoumovski.

## Biographie
Razoumovski était un cosaque à la noblesse incertaine, dont le père dépendait du régiment de Kozelec en Petite Russie du Nord-Ouest, et qui gouverna en tant que dernier hetman de la rive gauche (à partir de 1750) et de la rive droite (à partir de 1754) l'Ukraine jusqu'en 1764. Il fut par la suite élu duc des Zaporogues en 1759, position qu'il a réussi à conserver jusqu'en 1769, bien qu'il ait perdu tout pouvoir factuel avec son abdication de novembre 1764.

### Jeunesse
Il est appelé à quatorze ans à la cour impériale de Russie, où son frère aîné est le favori de l'impératrice Elisabeth Pétrovna. Il est nommé quelques mois plus tard Kammer-Junker, c'est-à-dire page, puis il est envoyé faire ses études à l'université de Göttingen et à l'université de Berlin. Il bénéficie notamment des cours de Leonhard Euler. L'impératrice lui décerne le titre de comte en 1744 et l'année suivante, il est Kammerherr à la cour.
Il est nommé à l'âge de dix-huit ans en 1746 président de l'académie impériale des sciences et des lettres grâce à l'influence de son frère, Alexis, époux morganatique de l'impératrice Élisabeth Ire, nomination purement honorifique, la direction étant factuellement exercée par le directeur.
En 1749, il est nommé lieutenant-colonel du régiment de la garde impériale Izmaïlovski, et quelques mois plus tard sénateur, puis adjudant-général.
En 1750, il part vivre à Gloukhov, où il est élu et oint comme hetman des cosaques ukrainiens, jusqu'à ce que Catherine II le contraigne à abdiquer en 1764. Pendant son hetmanat, la ville de Batourine est le siège de ses États et il y fait ériger des palais baroques opulents, ainsi qu'à Gloukhov, tout en se dotant d'une administration moderne, sur le modèle de celle mise en place par les Pétroviens à Saint-Pétersbourg. Ses architectes de prédilection sont les architectes de la cour impériale de Russie, Andreï Kvassov ou l'Écossais Charles Cameron. Il avait aussi l'intention - jamais concrétisée - d'ouvrir une université à Batourine.

### Après 1762
En juillet 1762, les deux Razoumovski soutiennent le coup d'État de Catherine II contre son mari, Pierre III qui voulait l'écarter, grâce à l'influence de la princesse Dachkov. En remerciement, Kirill est nommé général-feldmarschall (maréchal) de l'Empire. Ensuite, en mai 1763, soutenu par ses pairs du hetmanat, il déclare la souveraineté des terres ukrainiennes et l'hérédité du titre, selon l'ordre de primogéniture, au profit de ses descendants en ligne masculine, décision qui ne pouvait manquer d'effrayer les puissances voisines.
Survient ensuite une phase de lutte de pouvoir entre le hetman et l'impératrice craignant l'influence de la Pologne en Ukraine. Une tentative de libérer Ivan VI prisonnier à Schlusselbourg par un des vassaux de Razoumovski échoue : ce jeune cosaque du nom de Mirovitch avait, semble-t-il, agi de sa propre initiative, l'assistance de Razoumovski ou son approbation (même tacite) n'ayant heureusement pour lui jamais été prouvées. En novembre 1764, le hetman cède à la menace militaire et abdique.
De 1765 à 1766, il voyage en Europe occidentale, toujours accompagné d'une « garde d'honneur », un privilège associé au rang de maréchal et accordé par Catherine II. Il lui est toutefois interdit de se rendre en Petite Russie, jusqu'à ce que le dernier bastion du hetmanat soit vaincu par le prince Potemkine en 1776.
Kirill Razoumovski meurt en janvier 1803 à Batourine, où il est enterré simplement, selon ses vœux, cérémonie en opposition complète avec son style de vie plutôt flamboyant.

## Famille
Le comte Razoumovski eut cinq filles et six fils issus de son mariage avec la princesse Catherine Ivanovna Narychkine, dont :
- Le comte Alexeï Kirillovitch Razoumovsky (1748-1822), ministre de l'Instruction publique en Russie en 1810-1816
- Le prince Andreï Kirillovitch Razoumovsky (1752-1836), ambassadeur plénipotentiaire russe à Vienne dans les années du Congrès de 1814-1815. Cependant, Andreï Razoumovski est mieux connu comme ayant commandé à Beethoven les fameux trois Quatuors d'instruments à cordes, Op.59 1, 2 et 3, dits Quatuors Razoumovsky, ainsi que les 5e et 6e Symphonies.
- Le comte Grigori Kirillovitch Razoumovsky[n 5] (1759-1837), d'où descendent ensuite tous les Razoumovski. Celui-ci a dû émigrer en Europe occidentale en raison de sa position critique vis-à-vis du régime impérial et de son appui à la mise en place d'une monarchie constitutionnelle. Il acquiert aussi une certaine renommée en tant que scientifique et membre d'un certain nombre de sociétés scientifiques distinguées en Autriche, en Allemagne et en Suisse.

## Adresses

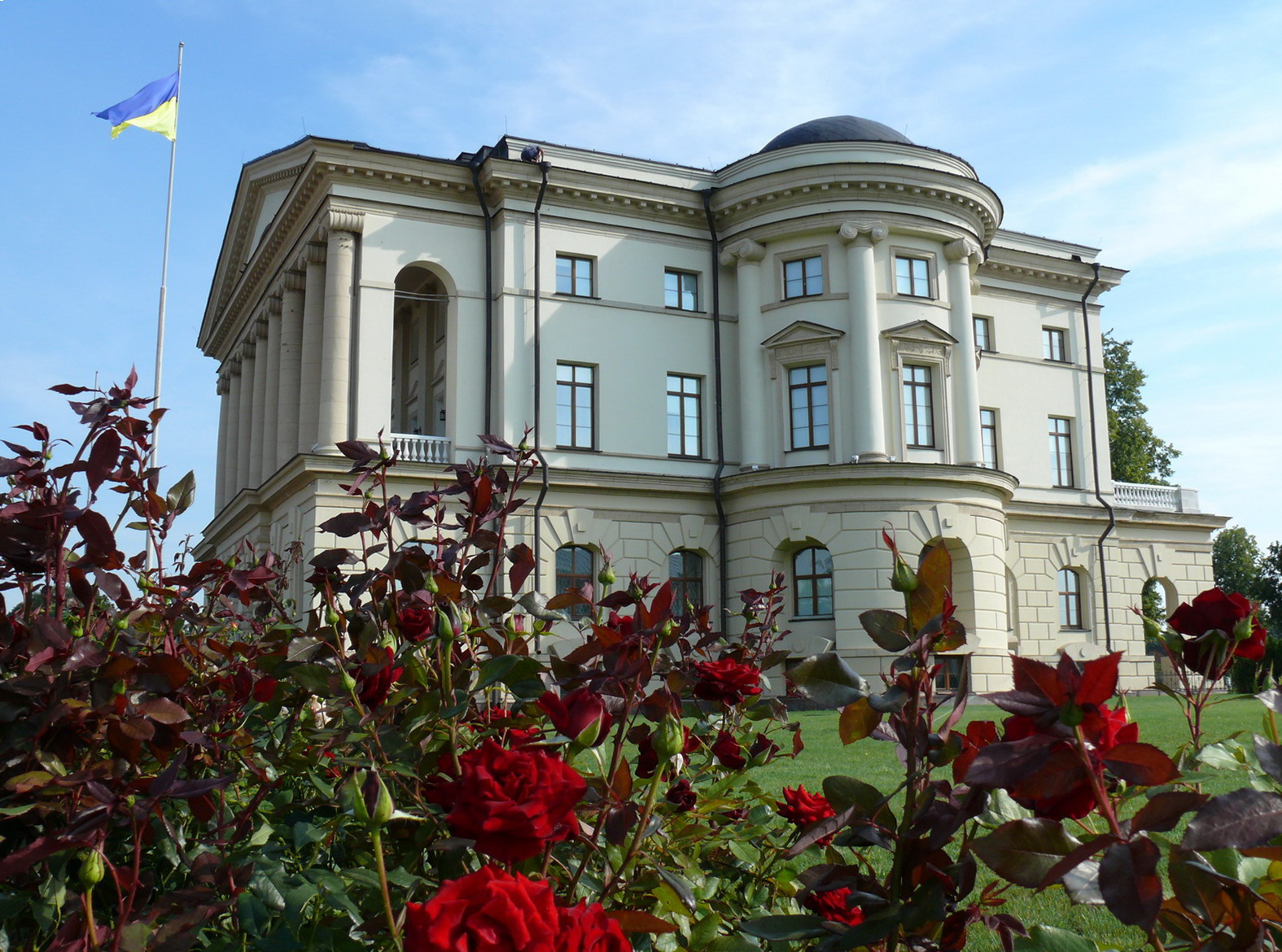
Palais Razoumovski à Batourine, construit dans le style palladien par Kvassov et Cameron

- 1766-1803: Palais Razoumovski, 48 quai de la Moïka à Saint-Pétersbourg, construit par Jean-Baptiste Vallin de La Mothe, aidé d'Alexandre Kokorinov devenu orphelinat au XIXe siècle et aujourd'hui filiale de l'université de Saint-Pétersbourg.
- 1759-1803: Palais Razoumovski, 59 quai de Dnieprovsk, Batourine